# Johann Nepomuk von Raiser

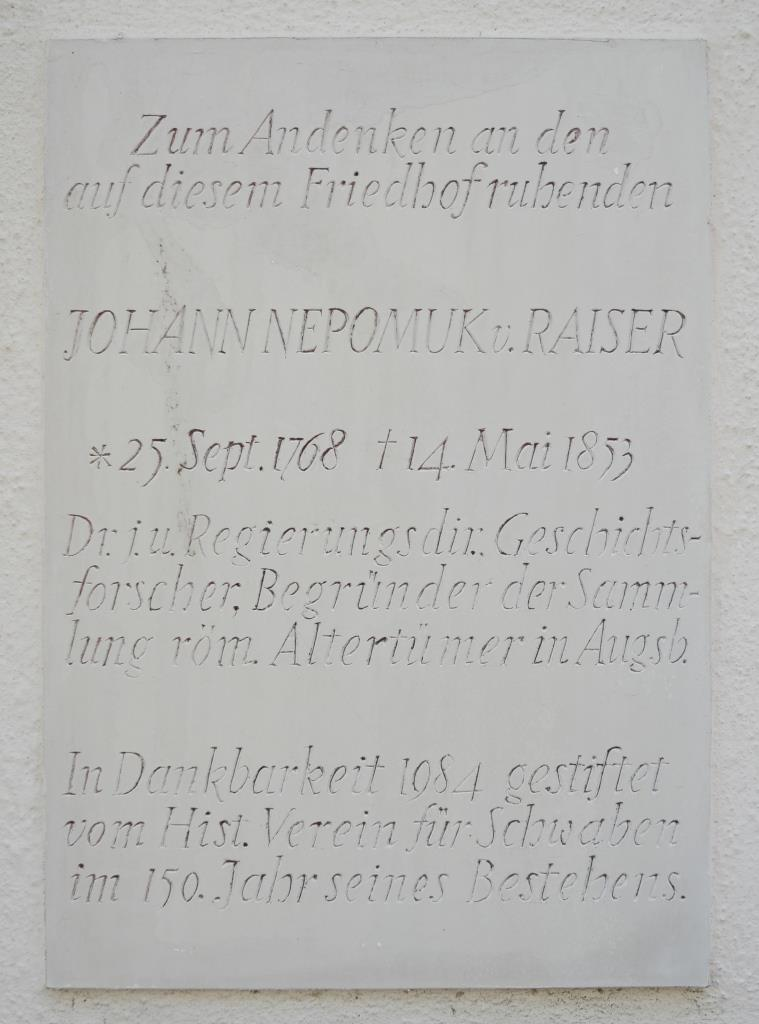
Epitaph des Johann Nepomuk von Raiser an der Kirche des Hermanfriedhofs in Augsburg

Johann Nepomuk Franz Anton Raiser, ab 1820 Ritter von Raiser (* 25. September 1768 in Freiburg im Breisgau; † 14. Mai 1853 in Augsburg), war ein deutscher Historiker und Altertumsforscher.

## Der Verwaltungsbeamte
Raiser studierte im vorderösterreichischen Freiburg Rechtswissenschaften und promovierte dort 1792. 1795 wird er Oberamtsrat in Stockach dem Hauptort der vorderösterreichischen Landgrafschaft Nellenburg. Hier erlebt er die beiden Schlachten bei Stockach zwischen Österreich und Frankreich, die sich 1799 und 1800 ereigneten. 1802 wurde er nach Günzburg in die ebenfalls vorderösterreichische Markgrafschaft Burgau versetzt, wo er 1803 auch Appellationsrat wurde. Als 1805 ein Teil von Vorderösterreich dem Königreich Bayern einverleibt wurde, wechselte er in den bayerischen Staatsdienst. 1808 avancierte er dort zum Kreisdirektor des Oberdonaukreises mit Sitz in Ulm. 1817 wurde er dann Regierungsdirektor der Provinz Schwaben und Neuburg in Augsburg und ab 1830 Stellvertreter des Regierungspräsidenten. 1838 trat er in den Ruhestand.

## Der Historiker und Altertumsforscher
Neben seinen Verwaltungsaufgaben betätigte sich Raiser als Historiker und stand im Kontakt mit einer Anzahl von Geschichtsgelehrten und Archivaren, wie Joseph von Hormayr und Franz Josef Mone.
Er beteiligte sich an der Beschreibung der oberschwäbischen Oberämter Biberach, Blaubeuren, Ehingen, Riedlingen, Wangen, Waldsee, Tettnang.
1822 war er einer der Begründer des römischen Museums in Augsburg, das das Antiquarium Romanum, eine Sammlung römischer Steindenkmäler, aufnahm, die schon Konrad Peutinger begonnen hatte. 1828 war er der Initiator des Historischen und Alterthums-Bureaus aus dem später der Historische Verein für Schwaben hervorging. Ab 1823 war er korrespondierendes Mitglied der Bayerischen Akademie der Wissenschaften.
Schwerpunkte seiner Forschungen waren die Römer in Schwaben sowie die Geschichte Vorderösterreichs. Nicht zuletzt legte sich Raiser auch eine ansehnliche numismatische Sammlung an.

## Ehrungen
Raiser erhielt 1820 den Verdienstorden der Bayerischen Krone und wurde dadurch als „Ritter von Raiser“ in den persönlichen Adelsstand erhoben. 1834 wurde er mit dem Ritterkreuz des Ordens der Württembergischen Krone und 1838 mit dem Verdienstorden vom Heiligen Michael ausgezeichnet.

## Herkunft, Ehe und Nachkommen
Raiser wurde als Sohn des Freiburger Kaufmanns Isidor Raiser und dessen Ehefrau, der Offizierstochter Eva Reinhard, geboren. 1795 heiratete Raiser Josephine Schill, die Tochter eines Professors an der Freiburger Universitätsklinik. Er hatte mit ihr einen Sohn, Ludwig, der später Landrichter wurde.

## Werke
Ein ausführliches Werkverzeichnis ist in Hormayrs „Taschenbuch für vaterländische Geschichte“, abgedruckt. Nachfolgend nur eine kleine Auswahl:
- Die römischen Alterthümer zu Augsburg, und andere Denkwürdigkeiten des Ober-Donau-Kreises.
- Guntia, und merkwürdigere Ereignisse der Donau-Stadt Günzburg, in der Umgegend, und in der Markgrafschaft Burgau; Beschreibung des römischen Antiquariums zu Augsburg; und neue Funde römischer und deutscher Alterthümer in Augsburg, und in der Nachbarschaft, Augsburg 1823 (online in der Google-Buchsuche).
- Der Oberdonaukreis des Königreichs Baiern unter den Römern, Augsburg 1830–1832.
- Das Narrengericht und Narrenbuch zu Stockach. In: Johannes Heinrich Müller, Johannes Falke (Hrsg.): Zeitschrift für deutsche Kulturgeschichte. Bilder und Züge aus dem Leben des deutschen Volkes. Band 1, 1856, S. 316–322 (eingeschränkte Vorschau in der Google-Buchsuche [abgerufen am 4. Februar 2025]). (Über das Stockacher Narrengericht.)

Nebst dem Werkverzeichnis ist auch eine Übersicht über Raisers handschriftliche Sammlungen aus Staats-, Kloster- und Privatarchiven Südschwabens, der Nordschweiz sowie des gesamten ehemaligen Vorderösterreichs abgedruckt. Diese Sammlungen wurden dem Historischen Verein für Schwaben übergeben und befinden sich als Depositum im Stadtarchiv Augsburg.